# Jack Razparač
Jack Razparáč (angleško: Jack the Ripper) je psevdonim, ki ga je medijska javnost nadela neznanemu serijskemu morilcu, ki je leta 1888 na grozovit način umorili vsaj pet žensk v obubožanem londonskem okrožju Whitechapel. Istovetnost morilca ni bila nikoli razkrita. Možno je, da je bilo morilcev več.
 Mlajših žensk, ki naj bi jih umoril neznani morilec, je vsaj pet. Žrtve so bile večinoma brezdomke. Nekateri pripisujejo istemu morilcu več drugih umorov tisti čas, ki jih poimenujejo tudi whitechapelski umori. Pet umorov v ožjem krogu ima skupne značilnosti, med katerimi je najbolj grozovito paranje grla in trebuha in odvzem notranjih organov žrtev. Umori iz širšega kroga, ki skupno obsega enajst umorov, nimajo nekaterih skupnih značilnosti.
Raziskave umorov takrat niti kasneje niso rodile sadov, osumljencev pa so našteli več kot sto. Trdnih dokazov o krivdi nobenega izmed osumljencev niso našli; dokazi so kvečjemu posredni. O krivcu/krivcih je leta 1976 objavil knjigo Stephen Knight. Umore pripisuje prostozidarski zaroti, v kateri naj bi sodeloval vsaj en zdravnik. Južnoafriški zgodovinar Charles van Onselen v knjigi izdani leta 2007 poimenuje možnega storilca. Polemika o Razparaču se nadaljuje. 
Jack Razparač in whitechapelski umori so spodbudili več kot 100 študijskih knjižnih objav in podobno številne umetniške upodobitve. Leta 2006 so Jacka Razparača bralci BBC History magazine imenovali za »najslabšega Britanca vseh časov«.